# تارا تشاند (سياسي)
تارا تشاند (بالهندية: तारा चन्द)‏ (بالإنجليزية: Tara Chand)‏ هو سياسي هندي، ولد في 1963. حزبياً، نشط في المؤتمر الوطني الهندي. وقد انتخب عضو الهيئة التشريعية في جامو وكشمير ‏.